# Poloma (Malá Fatra)
Poloma (921 m n. m. ) je zalesněný vrchol v Lúčanské části Malé Fatry . Nachází se nad Medzihorskou dolinou, v západní části masivu Kozla, východně od obce Poluvsie.